# 博霍羅恰內區

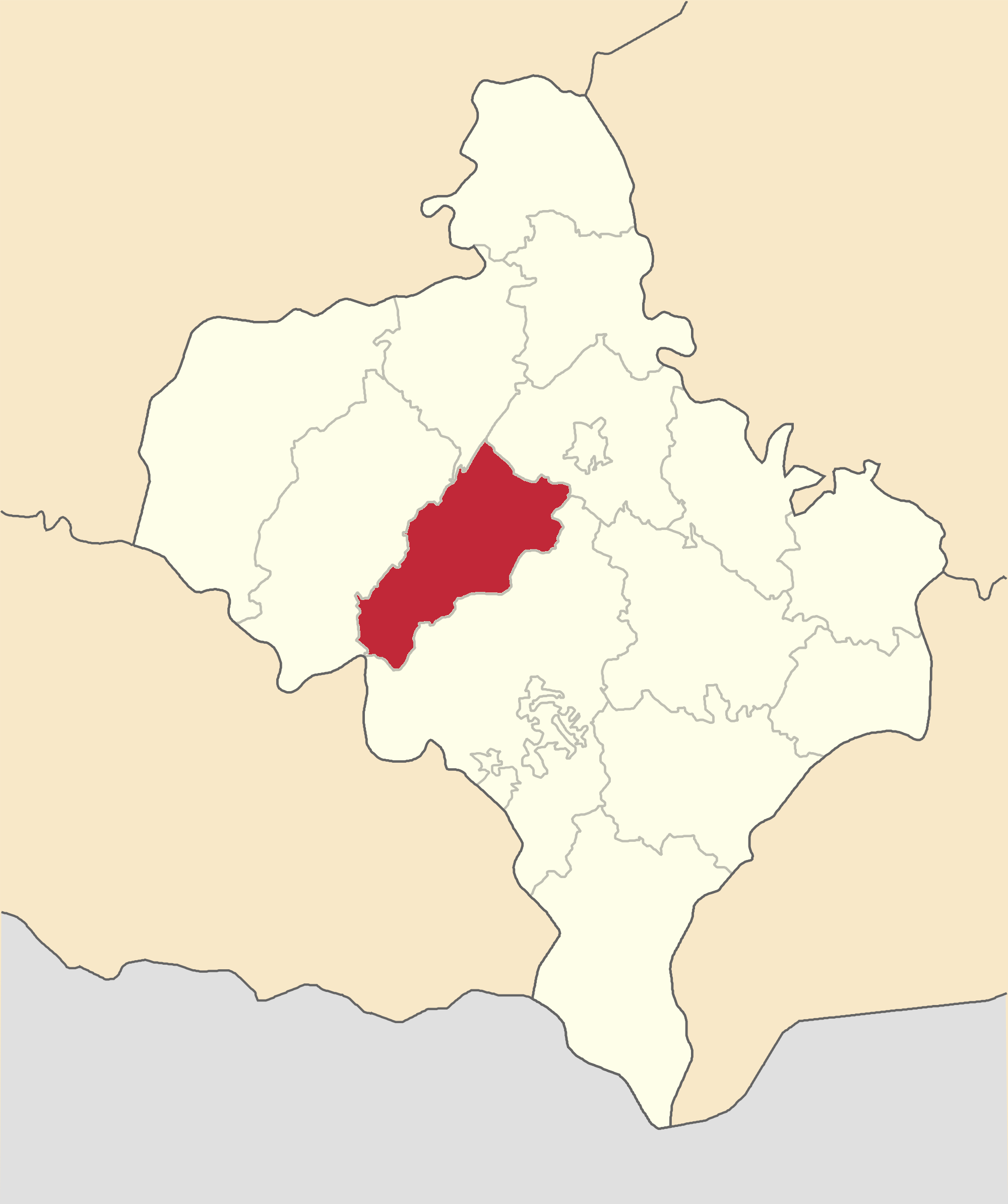
博霍罗恰内区在伊万诺-弗兰科夫斯克州的位置

博霍罗恰内区（烏克蘭語：Богородчанський район），曾是烏克蘭西部伊萬諾-弗蘭科夫斯克州的一個區。行政中心設於博霍羅恰內，面積799平方公里，2013年人口69,906，人口密度每平方公里87人。
该区在2020年7月18日的乌克兰行政区划改革中被撤销，改革后伊万诺-弗兰科夫斯克州下分为6个区。该区的范围并入伊万诺-弗兰科夫斯克区。